# Seorae Village
Seorae Village (en coréen : 서래마을), parfois surnommé « Montmartre » en raison de sa situation au sommet d'une colline, ou encore « Village français », est un quartier de Banpo-dong et Bangbae-dong, dans l'arrondissement Seocho-gu de Séoul, en Corée du Sud. 
Il abrite environ 560 Français, soit environ 40 % de la communauté française de Corée du Sud. La plupart d'entre eux sont des employés d'entreprises françaises implantées dans le pays. La majorité (370) de la population française est constituée d'enfants.
Le quartier a commencé à se former en 1985, avec l'arrivée du lycée français de Séoul (LFS). L'établissement, était autrefois situé juste au nord du fleuve Han à Hannam-dong (arrondissement  de Yongsan-gu). Les français avec enfants ont suivi, tout comme les boulangeries et les vendeurs de vain.
La ville a souhaité signaler le quartier par des signalisations tricolores et en baptisant un parc de 20 000 m2 Parc Montmartre, qui accueille souvent des événements publics pour les étrangers. Il est situé à proximité de la station Express Bus Terminal du Métro de Séoul.
Le quartier compte une forte concentration de boulangeries, restaurants et de cafés de style européen, ainsi que des vendeurs à vin.

## Histoire

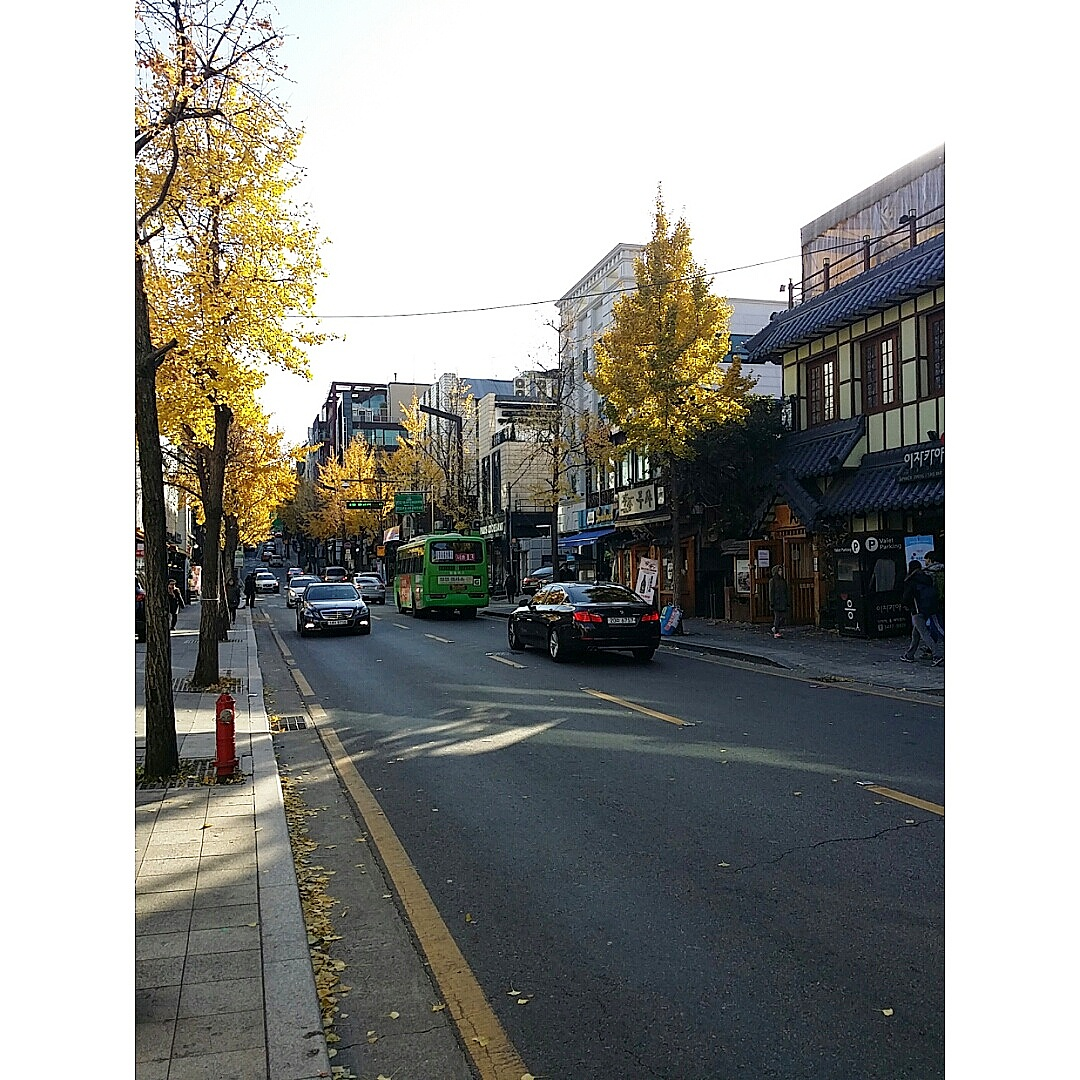
Une rue du Seorae Village.

Le Seorae Village est un quartier de Séoul, situé à Banpo 4-dong, Bangbae Bon-dong et Bangbae 4-dong, dans l'arrondissement de Seocho-gu. Il commence à Seorae-ro, près de Sapyeong-ro, à l'extrémité sud du pont Banpo-daegyo. Le nom de « village français » vient du fait qu'environ 560 Français y vivent.
La rue de 300 mètres reliant Seorae-ro au collège Bangbae, au bout de la colline, est pavée de blocs tricolores (rouge, blanc et bleu) pour symboliser le drapeau national français. Les visiteurs peuvent y voir des panneaux où le français est écrit en alphabet coréen, comme « Attention École », « Hôpital Sainte-Marie » et les panneaux « Le Seine » ou « Le Ciel » avec le nom de rue « Montmartre ».
Le village a commencé à se former ici en 1985, lorsque lycée français de Séoul (LFS), auparavant située à Hannam-dong, a déménagé dans le quartier. Par la suite, des Français ont commencé à se regrouper autour de l’école.
Depuis les années 1990, avec l'arrivée de plus en plus d'entreprises françaises en Corée, comme Carrefour, TGV et Renault, le Seorae Village s'est progressivement animé et est devenu une attraction touristique pour les Français vivant de Corée.

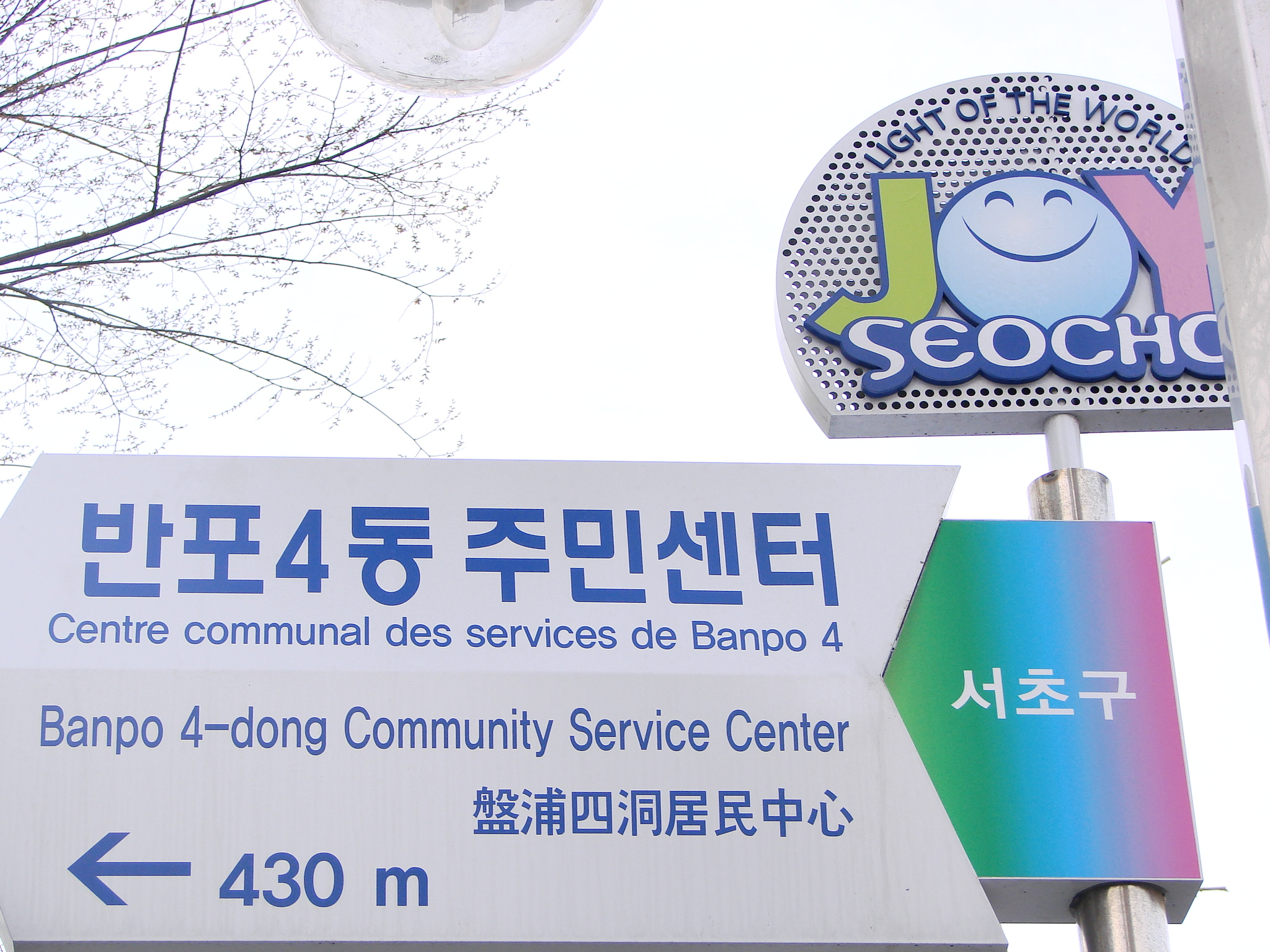
Un panneau indiquant le Centre communal des services de Banpo 4-dong, en français.

Le gouvernement de l’arrondissement de Seocho-gu a annoncé vouloir transformer l’accès au village de Seorae en une rue spécialisée où la culture française cohabite avec les commerces. Ainsi, le Village français devrait renaître en tant que repère culturel de l’arrondissement de Seocho-gu.

## Monuments

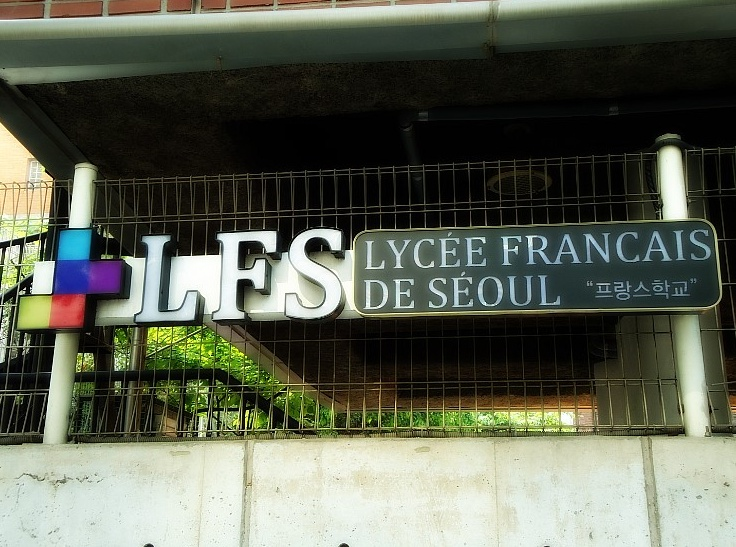
Le lycée français de Séoul.

Il y a de nombreuses attractions dans le Seorae Village. Le lycée français de Séoul (LFS) est située au cœur de la communauté française de Séoul, à Banpo 4-dong. C'est la seule école publique francophone de Séoul. Homologué par le ministère français de l'Éducation nationale et en convention avec l'Agence pour l'enseignement français à l'étranger (AEFE). Il accueille environ 390 élèves de 3 à 18 ans. Dès l'école primaire, la maîtrise du français est obligatoire. Il comprend une école maternelle, une école élémentaire, un collège et un lycée.
La Bibliothèque nationale de Corée abrite de nombreux documents. Elle abrite actuellement environ 4,3 millions de livres et de thèses, dont environ 200 000 sont collectés chaque année. Des expositions d'art sont occasionnellement organisées dans la salle d'exposition du rez-de-chaussée. Entouré par le parc Seocho, le paysage extérieur est magnifique et l'atmosphère y est très relaxante.

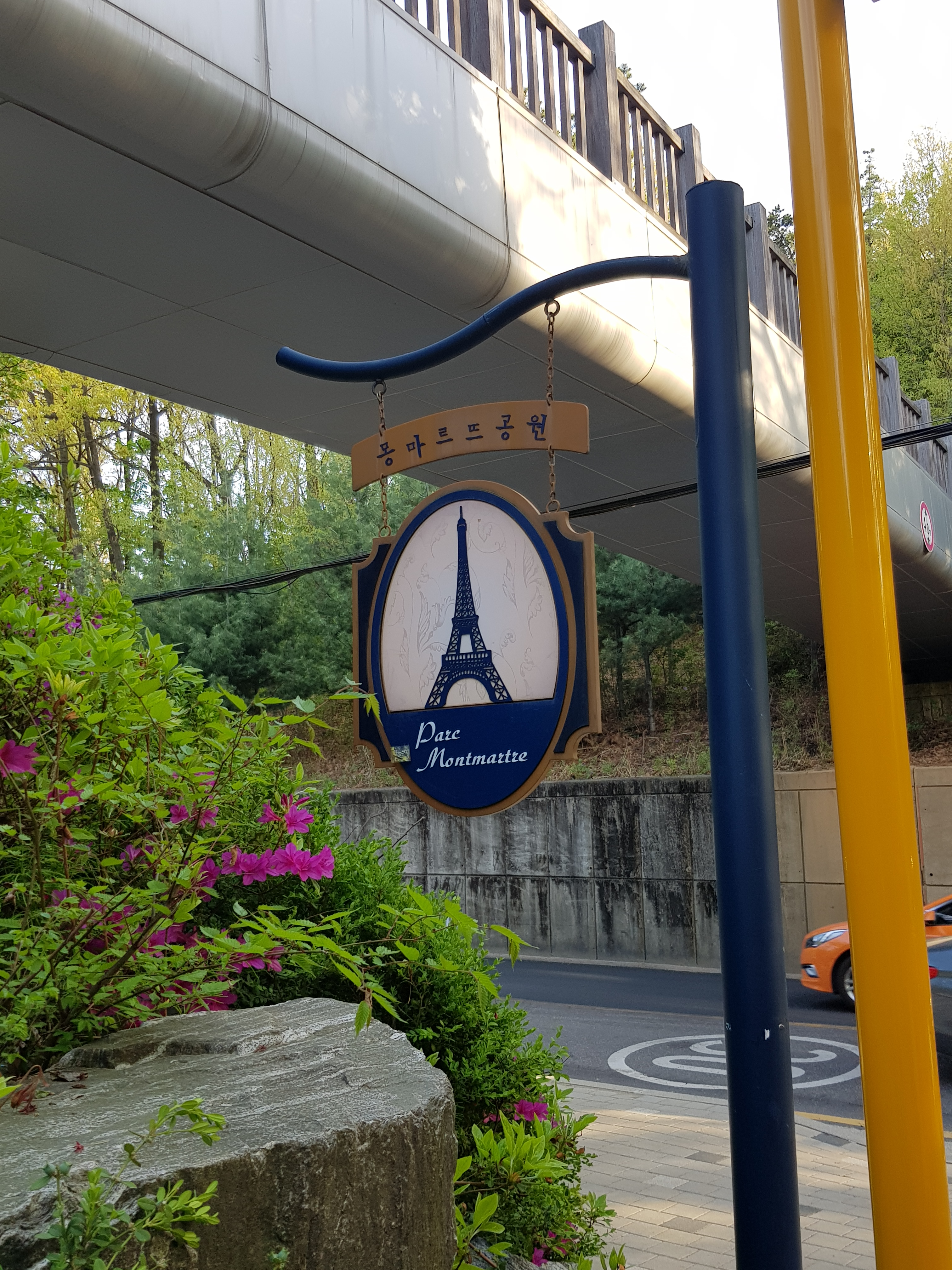
L'entrée du Parc Montmartre.

Le Parc Banpo Hangang est l'un des parcs les plus populaires le long du fleuve Hangang. Situé entre les ponts Banpo et Hannam sur la rive sud de la rivière, le parc a été récemment réaménagé, avec une grande partie de la végétation naturelle supprimée au profit de vastes pelouses, de sentiers pédestres et cyclables et d'une grande aire de jeux pour les enfants. Une piste de roller et des scènes extérieures ont également été intégrées dans ce nouveau design. Étant un parc en bord de rivière, des services tels que jetskis, taxis fluviaux et croisières sur le fleuve sont également disponibles.

## Culture

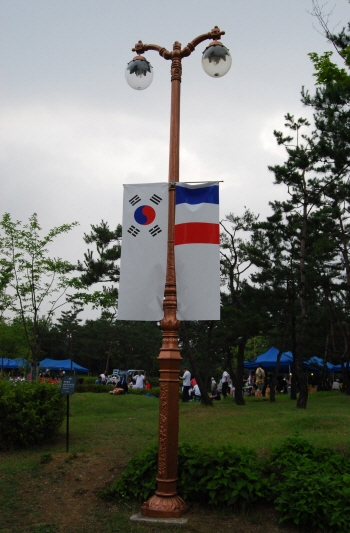
Un Festival dans le Seorae Village.

Chaque année, plusieurs festivals sont organisés dans Seorae Village, notamment un défilé costumée et un festival de musique Montmartre.
Au printemps, les élèves du lycée français de Séoul (LFS) participent à un défilé costumée. L’école organise cet événement pour promouvoir la culture traditionnelle française. Le carnaval est une tradition ancienne liée au cycle agricole et saisonnier de chaque année, et il revêt également une signification de purification.
Le Festival de musique Corée/France de Banpo Seorae a lieu chaque été. L’objectif de ce festival est de permettre aux gens de mieux comprendre la culture de l’autre et de favoriser les échanges. Environ 2 000 personnes y assistent chaque année, parmi lesquelles des habitants et des artistes passionnés de musique.